# 愛知県道192号草井羽黒線

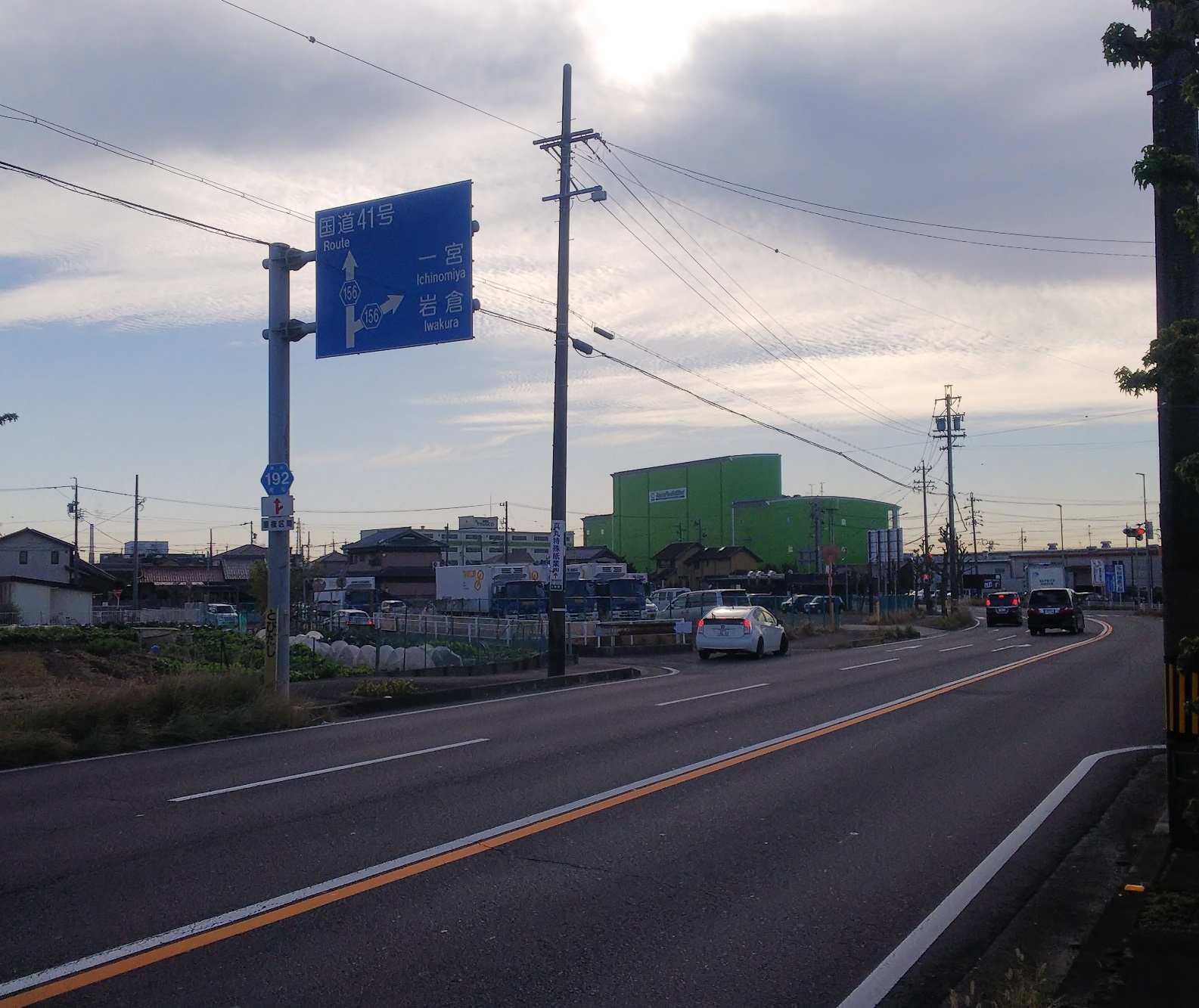
県道192号 　江南市般若

愛知県道192号草井羽黒線 （あいちけんどう192ごう くさいはぐろせん）は、愛知県江南市から同県犬山市に至る一般県道である。

## 概要

### 路線データ
- 起点：愛知県江南市草井町
- 終点：愛知県犬山市大字羽黒
- 延長：約8.0 km

## 沿革
- 1959年12月15日：認定

## 地理

### 通過する自治体
- 愛知県
  - 江南市
  - 丹羽郡
    - 扶桑町
    - 大口町

  - 犬山市

### 交差する道路
- 愛知県道17号江南関線（愛岐大橋南交差点）
- 愛知県道183号浅井犬山線（お囲い堤ロード）（愛岐大橋南交差点）
- 愛知県道184号下般若東野線（巡見街道）（般若西交差点）
- 愛知県道156号小渕江南線（愛岐跨線橋通り）（般若中山南交差点 - 仲畑交差点間で重複）
- 愛知県道64号一宮犬山線（高木道下交差点）
- 愛知県道158号小口名古屋線（上小口交差点）
- 愛知県道194号斎藤羽黒線（上小口交差点）
- 国道41号（名濃バイパス）（上小口2丁目交差点 - 南新田交差点間で重複）
- 愛知県道16号多治見犬山線（羽黒交差点）
- 愛知県道27号春日井各務原線（木曽街道）（羽黒交差点）

### 沿線
- イオンモール扶桑
- 誠信高等学校
- 扶桑町総合体育館
- 丹羽消防本部
- トヨタ紡織大口工場
- 愛知県立丹羽高等学校
- JA愛知北犬山南部農業倉庫
- 名鉄小牧線 羽黒駅